# Alcinonide
L'alcinonide è un glucocorticoide utilizzato per via topica per la cura di dermatiti che rispondono ai cortisonici.

## Usi
L'utilizzo dell'alcinonide avviene per via esterna, sotto forma di tinture e creme. È indicato per la cura dell'eczema da contatto, della dermatite eczematosa, della dermatite seborroica, della dermatite atopica, della neurodermatite (definito lichen simplex chronicus) e di alcune forme di psoriasi, comprese quelle del cuoio capelluto e di altre regioni del corpo coperte da peli.